# Ланьчжоуський військовий округ

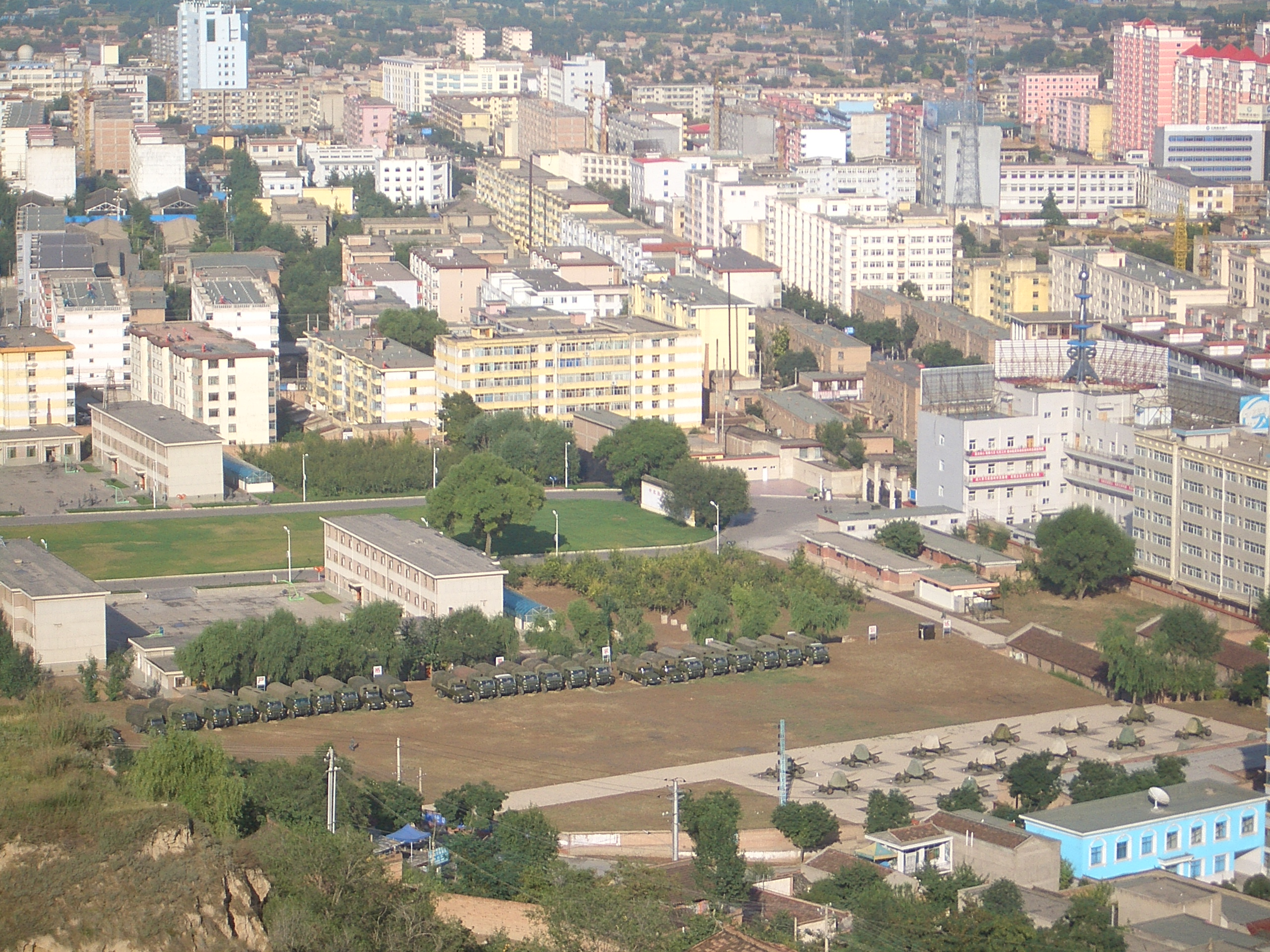
Гарнізон у м. Лінься

Ланьчжоуський військовий округ — один із семи колишніх військових округів у КНР. Він керував усіма армійськими силами та військовою поліцією в СУАР, Цинхай, Ганьсу, НХАР та Шеньсі. Область Нгарі у Північному Тибеті також включена у військовий округ. З північного заходу округ межує з Монголією, Республікою Алтай (Росія) та з Казахстаном.
1 лютого 2016 округ розформовано. Військові частини увійшли до складу новоствореного Західного військового округу. Сіньцзянський військовий район зберігся і перейшов до складу ЗВО.

## Склад
В окрузі налічувалося 220 000 військовослужбовців,
- 1 танкова дивізія,
- 2 мотострілкові дивізії,
- 1 артилерійська дивізія,
- 1 танкова бригада,
- 2 мотострілецькі бригади,
- 1 артилерійська бригада,
- 1 бригада ППО,
- 1 протитанковий підрозділ.

В окрузі дислокувалося 2 загальновійськові армії: 21-ша в Баоцзі і 47-ма в Ліньтуні (Lintong, Сіань), 2 підрозділи військової поліції (7-е та 63-те). Відомо ще одне формування меншого розміру, що включало 12 танкову дивізію ('Підрозділ 84701') в Ганьсу.
Округ також включав Сіньцзянський військовий район (4-та, 6-та та 8-ма піхотні дивізії, 11-та гірська дивізія).

## Вищі офіцери
- Ван Гошен (командувач), з липня 2007
- Лі Чанцай (комісар), з вересня[4]